# Filippo Condio
Filippo Condio (* 18. Juni 1862 in Venedig; † 28. November 1921 ebenda) war ein italienischer Archivar.

## Leben
1885 trat er in den Dienst des Staatsarchivs in Venedig ein, 1900 wurde er an das Staatsarchiv Mailand versetzt, 1901 an das Staatsarchiv Brescia. 1911 wurde er wieder an das Staatsarchiv Venedig versetzt.

## Veröffentlichungen (Auswahl)
- Studenti di Padova: curiosità storiche. Saggio d’un’opera documentata. Venedig 1892.
- I diplomi. Brescia 1902.
- Gustavo Modena: lettera [a Pietro Manzoni] e notizie inedite nella ricorrenza del I centenario dalla nascita. Brescia 1903.
- Luigina Filippini e la donna nei Promessi sposi di A. Manzoni. Note di critica letteraria. Brescia 1903.
- Giustizia punitiva al tempo della Veneta Repubblica. Brescia 1908.
- Appunti per la storia della medicina. In: La vita di Brescia 1912–1913.